# Zagłębie Lubin
Zagłębie Lubin (výslovnost [zaˈɡwɛmbʲɛ ˈlubʲin]) je polský fotbalový klub sídlící ve městě Lubin. Byl založen roku 1945. Hřištěm klubu je stadion s názvem Stadion Zagłębia Lubin s kapacitou 16 300 diváků.

## Úspěchy

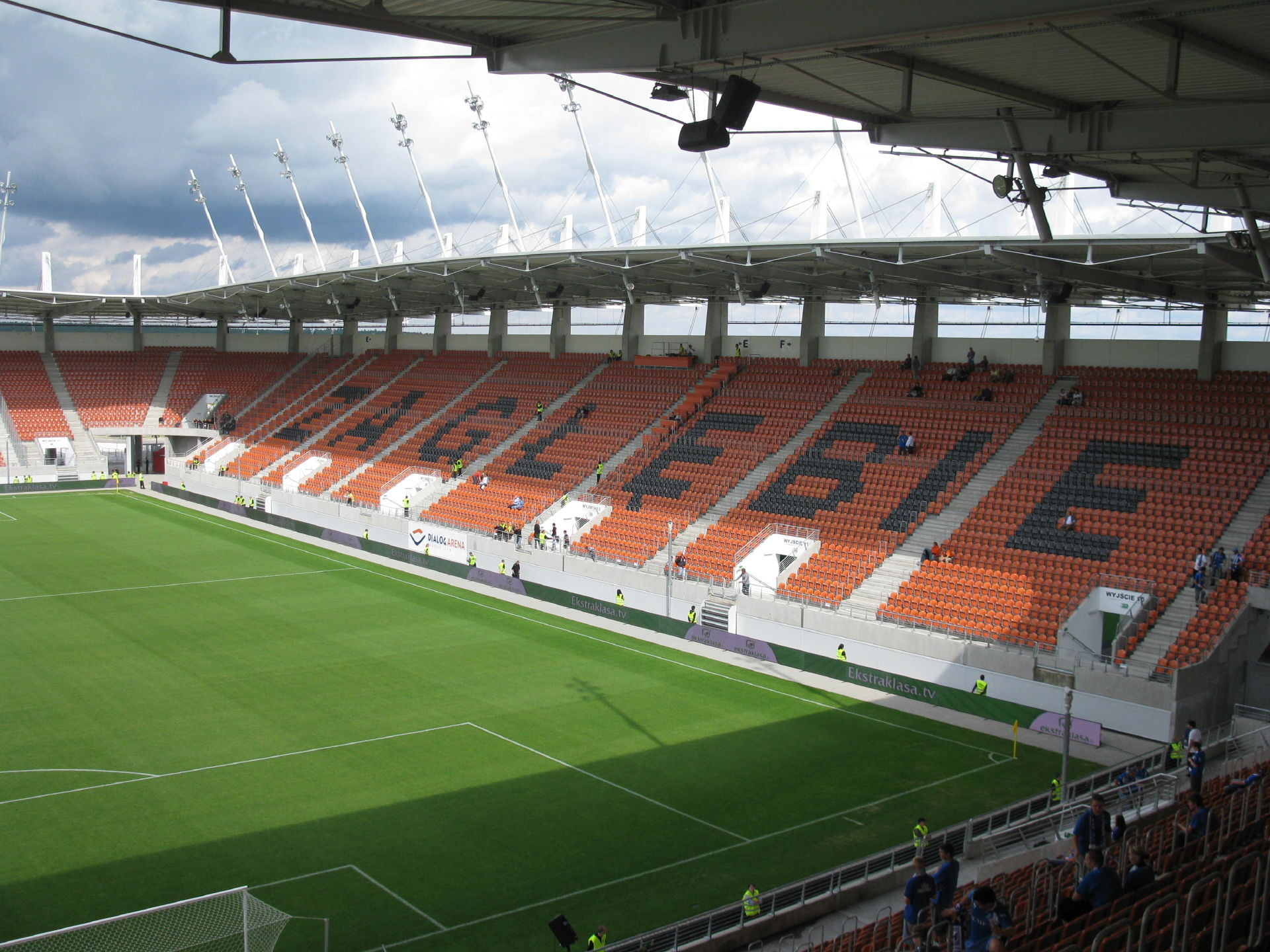
Stadion Zagłębia Lubin

- 2× vítěz Ekstraklasy (1990/91, 2006/07)[1]
- 1× vítěz polského Superpoháru (2007)[2]

## Historie
Známí hráči
- Jiří Bílek
- Petr Pokorný
- Darvydas Šernas
- Łukasz Piszczek
- Mariusz Lewandowski
- Aleksander Ptak
- Sławomir Majak
- Csaba Horváth
- Róbert Jež
- Martin Polaček
- Costa Nhamoinesu
- Miroslav Stoch